# De burgundiske Nederlande
 For alternative betydninger, se Nederlandene (flertydig). (Se også artikler, som begynder med Nederlandene)
De burgundiske Nederlande er betegnelsen på et landområde der i 1384-1482 omtrent dækker nutidens Belgien, Nederlandene og Luxembourg da hertugerne af Burgund regerede. Området omfattede også dele af Nordfrankrig. 

## Huset Burgund
Dele af områderne blev i 1384 arvet af burgundiske hertuger, der nedstammede fra det franske kongehus Valois, da Louis de Mâle, greve af Flandern døde. Hans arving, Margaret 3. af Flandern, var gift med Filip 2. af Burgund (1342-1404), yngste søn af Johan 2. af Frankrig og den første hertug fra huset Valois som styrede Burgund. De indledte en periode med burgundisk styre over Nederlandene. De regerede over grevskaberne Flandern, Artois, Rethel, Burgund og Nevers.  
De burgundiske områder blev 1421 udvidet med grevskabet Namur, i 1430 med hertugdømmerne Brabant og Limburg, i 1441 med grevskaberne Hainaut, Holland og Zeeland, hertugdømmet Luxembourg og med hertugdømmet Geldern i 1473. 
Valois-æraen varede til 1477, da den sidste hertug af Valois Karl den modige døde på slagmarken uden en mandlig arving. De områder, som lå under hertugdømmet Burgund, blev ført tilbage til den franske krone, og de nederlandske dele af hertugdømmet blev overført til huset Habsburg gennem Maria af Burgund og hendes ægtemand Maximilian I af Habsburg til deres søn, Filip I af Burgund. 

## Note
1. ↑  1482 blev området erstattet af Habsburgske Nederlande